# Украшенные лори
Украшенные лори (лат. Charmosyna) — род птиц из семейства Psittaculidae.

## Описание
Попугаи малого и среднего размера, обитающие на Новых Гебридах, Новой Британии, Новой Ирландии, Новой Гвинее, Новой Каледонии, Соломоновых островах, Индонезии и на архипелаге Фиджи.
У некоторых видов оперение преимущественно зелёное, у других — ярко-красное. Большинство видов очень редки в дикой природе и практически не встречаются в неволе.

## Классификация
Международный союз орнитологов относит к роду 3 вида:
- Charmosyna josefinae (Finsch, 1873) — Украшенный лори Жозефины
- Charmosyna papou (Scopoli, 1786) — Папуанский украшенный лори
- Charmosyna stellae Meyer, AB, 1886

Ранее род был более обширный в него также включали:
- Charminetta wilhelminae (Meyer, 1874) — Украшенный лори Вильгельмины
- Hypocharmosyna rubronotata (Wallace, 1862) — Краснолобый украшенный лори
- Hypocharmosyna placentis (Temminck, 1835) — Краснобокий украшенный лори
- Charmosynopsis toxopei (Siebers, 1930) — Буруйский украшенный лори
- Charmosynopsis pulchella (Gray, 1859) — Златополосый украшенный лори
- Synorhacma multistriata (Rothschild, 1911) — Многополосый украшенный лори
- Charmosynoides margarethae (Tristram, 1879) — Украшенный лори Маргариты
- Vini meeki (Rothschild & E. Hartert, 1901) — Украшенный лори Меека
- Vini rubrigularis (Sclater, 1881) — Краснобородый украшенный лори
- Vini palmarum (Gmelin, 1788) — Пальмовый украшенный лори
- Vini amabilis (Ramsay, 1875) — Красногорлый украшенный лори
- † Vini diadema (Verreaux & Des Murs, 1860) — Диадемовый украшенный лори